# Lâm Tử Thiện
Lâm Tử Thiện (tiếng Trung: 林子善; bính âm: Lín Zishàn; Việt bính: Lam4 Zi2 Sin6; tiếng Anh: Alex Lam hay Jazz Lam, sinh ngày 13 tháng 4 năm 1982) là một nam diễn viên người Hồng Kông. Anh đã từng tham gia diễn xuất trong nhiều bộ phim của vua hài Châu Tinh Trì nhưng vẫn không có tiếng tăm. Các vai diễn của anh đa phần là những nhân vật độc đáo và khá hài hước. Mãi đến khi Tòa án lương tâm lên sóng thì tên tuổi của anh mới được nhiều người biết đến.

## Tiểu sử
Lâm Tử Thiện từng theo học trung học tại Trường Đại học Bá Cừu. Anh đồng thời cũng chính là bạn cùng lớp với ca sĩ Ngô Hạo Khang.
Năm 16 tuổi, Lâm Tử Thiện lần đầu tiên tham gia diễn xuất trong bộ phim Vua hài kịch của Châu Tinh Trì. Năm 2005, mặc dù đã ký hợp đồng với hãng TVB song anh cũng chỉ được giao cho các vai phụ trong nhiều bộ phim, như Kẻ gian xảo, Học cảnh truy kích, Thiết mã tầm kiều, Tòa án lương tâm...

## Danh sách phim đã tham gia

### Điện ảnh
| Năm  | Tên phim                                        | Vai diễn             | Bạn diễn |
| ---- | ----------------------------------------------- | -------------------- | -------- |
| 1998 | Vua hài kịch                                    | Hồng Da              |          |
| 1999 | Vấn mễ chi sinh nhân vật cận                    | Bách Nhạc Tử         |          |
| 1999 | Tam ngũ thành quần                              | A Tất                |          |
| 1999 | Tứ nhân bang chi tiền ngô hú tẩy                | Lữ Gia Tường         |          |
| 1999 | Bán chi yên                                     | Tiểu Đầu Mục         |          |
| 1999 | Hóa cốt long dữ thiên niên trùng                | Điện Tử Quy          |          |
| 1999 | Tân gia pháp                                    | Bạc Xa Tử            |          |
| 1999 | Sơn cẩu 1999                                    | Bác sĩ               |          |
| 1999 | Cổ hoặc tử kích tình thiên hồng hưng đại phi ca | Thiện Tử             |          |
| 1999 | Dạ xoa                                          | thằng nhóc bất lương |          |
| 2000 | Giang hồ cáo cấp                                |                      |          |
| 2001 | Đội bóng Thiếu Lâm                              | tên lưu manh         |          |
| 2001 | Sơ luyến nã tra miến                            | B-BOY                |          |
| 2001 | Lão phu tử 2001                                 | 12138                |          |
| 2001 | Tuyệt thế hảo B                                 | tên ăn cướp          |          |
| 2002 | Ngã tả nhãn kiến đáo quỷ                        |                      |          |
| 2003 | Hào tình                                        | Tế Mã                |          |
| 2004 | Tuyệt đỉnh Kungfu                               | Tiểu Bá vương        |          |
| 2004 | Siêu sách hình cảnh                             |                      |          |
| 2004 | Giá cá a bả chân bạo tạc                        |                      |          |
| 2006 | Đại trượng phu 2                                | Nhân viên            |          |
| 2006 | Ngọa hổ                                         | Phì Kiên             |          |
| 2006 | Đả tước anh hùng truyện                         | Tiểu Bá vương        |          |
| 2007 | Tâm tưởng sự thành                              | Hồng Da              |          |
| 2007 | Thất cầm thất túng thất sắc lang                | tên dê xồm           |          |
| 2011 | Mãnh nam cổn tử đội                             | Sơn kê               |          |
| 2011 | Nhiệt lãng cầu ái chiến                         | A Thủy               |          |
| 2013 | Cổ hoặc tử: Giang hồ tân trật tự                | Bao bì               |          |

### Truyền hình
| Năm  | Tên phim                  | Vai diễn                | Bạn diễn | Số tập |
| ---- | ------------------------- | ----------------------- | --- | ------ |
| 2000 | Ông trùm điện ảnh         |                         | |        |
| 2005 | Mưu dũng kỳ phùng         |                         | |        |
| 2007 | Kẻ gian xảo               | Kim Tiền Báo            | |        |
| 2007 | Tiến thoái lưỡng nan      | Tế Đảm                  | |        |
| 2008 | Tình yêu và thù hận       | Lăng Hạo Cơ             | |        |
| 2009 | Học cảnh truy kích        | Lưu Quốc Cường          | |        |
| 2009 | Trái bí lớn               | Táo quân                | |        |
| 2010 | Viên Sô-cô-la thần kỳ     | Thái Trác Nghiêm        | |        |
| 2010 | Ông xã vạn tuế            | Hoa Dee                 | |        |
| 2010 | Thiết mã tầm kiều         | Cố Nhữ Lương            | |        |
| 2010 | Bí mật của tình yêu       | Từ Quốc Lương           | |        |
| 2010 | Thi Công kỳ án 2          | Gia Cát Lương           | |        |
| 2011 | Thế giới của Hoa gia tỷ   | Hoa Vĩ Thông            | |        |
| 2011 | Tòa án lương tâm          | Mễ Tá Trị               | |        |
| 2011 | Cửu giang thập nhị phường | Chu A Ngưu              | |        |
| 2011 | Thần thám Phúc Lộc Thọ    | Thự Tử                  | |        |
| 2012 | Phi Hổ                    | Đặng Phúc Tề            | |        |
| 2012 | Tòa án lương tâm 2        | Mễ Tá Trị               | |        |
| 2012 | Lôi đình tảo độc          | Niên Hữu Phú            | |        |
| 2013 | Mỹ nhân hành động         | Tất Phấn Cường          | |        |
| 2014 | Ông trùm tài chính        | Vương Anh Tiêu (Tiger)  | |        |
| 2014 | Đại dược phường           | Hồng Bỉnh               | |        |
| 2014 | Anh họ, anh được lắm      | Bạo Tôn                 | |        |
| 2014 | Bát quái thần thám        | Michelle                | |        |
| 2015 | Tứ cá nữ tử tam cá Bar    |                         | |        |
| 2017 | Cộng sự                   | Lệnh Gia Danh (Anthony) | |        |
| 2018 | Kẻ trộm thời gian         | Từ Phi Nghị             | Viên Vỹ Hào, Đường Thi Vịnh, Chu Thần Lệ, Hồ Hồng Quân, Huỳnh Trường Hưng, Triệu Hy Lạc, Lại Úy Linh, Trương Ngạn Bác | 20     |